# Jasper Point
Jasper Point är en udde i Antarktis. Den ligger i Sydshetlandsöarna. Argentina, Chile och Storbritannien gör anspråk på området. Jasper Point ligger vid sjön Profound Lake.
Terrängen inåt land är platt åt sydväst, men åt nordost är den kuperad. Havet är nära Jasper Point åt sydväst. Trakten är glest befolkad. Närmaste befolkade plats är Escudero Station, 3,2 kilometer väster om Jasper Point. 